# Spuckstoff
Spuckstoff ist der Teil, welcher bei der Papierproduktion nicht verwendet wird.
Eine wesentliche Rohstoffquelle in der Papierproduktion ist das eingesammelte Altpapier.
In der Papierfabrik wird das Altpapier mit einem Pulper oder einer Sortiertrommel aufgelöst.
Die papierfremden Materialien werden dabei abgelöst und aus dem Stoffstrom ausgeschieden.
Dabei werden dem Stoffstrom, je nach Verfahren und Qualität des Altpapiers, auch große Mengen an Papierfasern entzogen.
Neben Spuckstoffen fallen auch Deinkingschlämme und Zöpfe an.
Der Hauptanteil besteht aus Deinkingschlämmen, welche meist direkt verbrannt werden.
Zum Spuckstoff gehören vorrangig folgende Reststoffe:
- Heftklammern;
- Folien, Kunststoffe aus der Laminierung und Beschichtung;
- Textilien (z. B. Fäden der Buchbindung und vom Einband);
- Füll- oder Streichpigmente aus grafischen Papieren;
- Polystyrol und andere Kunststoffe aus Verpackungsmaterialien;
- Beschichtungsmaterialien (Lacke), Verbundstoffe;
- diverse Fremdstoffe, die falsch getrennt wurden;
- Sand;
- nassfeste Stippen;
- Papierfasern.

Das Altpapier wird üblicherweise in Ballen bei dem Papierwerk angeliefert. Die Ballen werden mit einer Ballenpresse erzeugt. Die gepressten Ballen werden mit Draht in der Form gehalten. Zöpfe bestehen zu ca. 50 % aus diesen durch die Rotationsbewegung des Pulpers verdrillten Metalldrähten. Der Rest besteht aus papierfremden Fraktionen, wie Kunststoffen, Metallen etc., die durch die Drähte aufgefangen werden.
Deinkingschlamm zählt nicht zu den Spuckstoffen, da er nicht durch die üblichen Sortierverfahren extrahiert werden kann.
Deinkingschlamm und Kleberreste sind lediglich durch chemische Separation und Flotation abtrennbar.
Spuckstoff ist zu 90 % Abfall. Der größte Teil wird verbrannt. Eine Deponierung ist seit 2005 in Deutschland nicht mehr möglich.
Bei Einsatz von haushaltsgesammeltem Altpapier ist der Anfall von Spuckstoff weitaus höher als bei Druckerei- und Fabrikrückläufen. 
Der zunehmende Einsatz von Lacken in der Druckveredelung und die vermehrte Verwendung synthetischer Kleber in der Buchbinderei erhöhen den Spuckstoffanteil gegenüber dem vergleichbaren Roheinsatz oder Faserrückgewinn beträchtlich.